# Vincent Dowling
Vincent Gerard Dowling (Dublín, 7 de septiembre de 1929 - Boston, 10 de mayo de 2013) fue un actor y director irlandés.
Estuvo casado con la actriz irlandesa Brenda Doyle (fallecida en un accidente automovilístico en 1981), con la que tuvo en 1953 a la actriz Bairbre Dowling. Fue suegro del actor irlandés Colm Meaney durante 1977 y 1994.
Dowling se dio a conocer en Irlanda en la década de 1950 por su papel como Christy Kennedy en la radionovela, The Kennedys of Castleross y como miembro de la empresa Abbey Theatre. Se desempeñó como Director Artístico y Productor del The Great Lakes Shakespeare Festival (en la actualidad el Great Lakes Theater Festival), en Cleveland, Ohio 1976-1984. Durante su permanencia en GLSF, dirigió, produjo y actuó en muchas obras clásicas de Shakespeare y otros. Se le atribuye el descubrimiento del galardonado actor Tom Hanks.
Dowling fundó el teatro en miniatura de Chester (ahora el Chester Theatre Company), en Chester, Massachusetts, en 1990.
Dowling recibió un Emmy por producir y dirigir la película de PBS, The Playboy of the Western World, a partir de la obra de 1907 del mismo nombre, escrita por John Millington Synge.
Vivió en Massachusetts con su segunda esposa, Olwen Patricia O'Herlihy.
Falleció el 10 de mayo de 2013 a los 83 años de edad.